# فلافيو دونيزيتي
فلافيو دونيزيتي (بالبرتغالية: Flávio Donizete‏) هو لاعب كرة قدم برازيلي في مركز الدفاع، ولد في 16 يناير 1984. لعب مع نادي ساو باولو.